# Harrison Phillips
Harrison Foster Phillips (geboren am 25. Januar 1996 in Omaha, Nebraska) ist ein US-amerikanischer American-Football-Spieler auf der Position des Defensive Tackles. Er spielte College Football für die Stanford University und stand von 2018 bis 2021 bei den Buffalo Bills in der National Football League (NFL) unter Vertrag. Seit 2022 steht Phillips bei den Minnesota Vikings unter Vertrag. Er trägt den Spitznamen „Horrible Harry“.

## College
Phillips wurde in Omaha, Nebraska, geboren und besuchte dort die Millard West High School. Dort spielte er erfolgreich Football und wurde 2013 zum Gatorade Football Player of the Year in Nebraska gewählt. Zudem war Phillips dreifacher Staatsmeister im Ringen. Ab 2014 ging er auf die Stanford University, um College Football für die Stanford Cardinal zu spielen. Als Freshman kam Phillips in sechs Spielen zum Einsatz, in seiner zweiten Saison fiel er nach einem Kreuzbandriss im Auftaktspiel für den Rest der Saison aus. In der Saison 2016 spielte Phillips in 12 Partien, in seiner letzten College-Saison 2017 in 14 Partien. Dabei war er Teamkapitän, erzielte 103 Tackles, davon 17,0 für Raumverlust, 7,5 Sacks, zudem konnte er zwei Fumbles erzwingen und einen Kick blocken. Phillips wurde 2017 in das All-Star-Team der Pacific-12 Conference gewählt.

## NFL
Phillips wurde im NFL Draft 2018 in der dritten Runde an 96. Stelle von den Buffalo Bills ausgewählt. Als Rookie kam er in Ergänzungsspieler in allen 16 Spielen zum Einsatz und erzielte 35 Tackles. Am dritten Spieltag der Saison 2019 zog Phillips sich gegen die Cincinnati Bengals einen Kreuzbandriss zu und musste die Saison daher vorzeitig beenden.
In den Jahren 2020 und 2021 wurde Phillips aufgrund seines sozialen Engagements für den Walter Payton Man of the Year Award nominiert. In der Saison 2020 stand Phillips in 12 Spielen der Regular Season auf dem Feld. Zu Beginn der Saison 2021 kam Phillips zunächst kaum zum Einsatz, konnte dann aber mit guten Leistungen überzeugen und rückte infolge des Ausfalls von Star Lotulelei, der wegen COVID-19 ausfiel, in die Stammformation auf und behielt seinen Stammplatz bis zum Ende der Saison inne.
Im März 2022 unterschrieb Phillips einen Dreijahresvertrag im Wert von 19,5 Millionen US-Dollar bei den Minnesota Vikings. In Minnesota bestritt er 2022 alle 17 Spiele der Regular Season als Starter, ebenso wie in der folgenden Saison, in der er mit drei Sacks und 92 Tackles neue Karrierebestwerte verzeichnete. Zudem wurde er 2023 für sein Engagement abseits des Spielfeldes für den Walter Payton Man of the Year Award nominiert.
Am 10. September 2024 einigten sich Harrison Phillips und die Vikings auf eine Vertragsverlängerung für zwei weitere Jahre über 15 Millionen US-Dollar, davon 13 Millionen garantiert.

### NFL-Statistiken
| Saison                             | Saison | Spiele | Spiele      | Tackles | Tackles | Tackles | Tackles | Interceptions | Interceptions | Interceptions | Interceptions | Interceptions | Fumbles | Fumbles | Fumbles |
| Jahr                               | Team   | Spiele | als Starter | Gesamt  | Solo    | Ast     | Sacks   | PD            | INT           | Yds           | Lng           | TD            | FF      | FR      | TD      |
| ---------------------------------- | ------ | ------ | ----------- | ------- | ------- | ------- | ------- | ------------- | ------------- | ------------- | ------------- | ------------- | ------- | ------- | ------- |
| 2018                               | BUF    | 16     | 0           | 35      | 20      | 15      | 0,0     | 0             | 0             | 0             | 0             | 0             | 0       | 1       | 0       |
| 2019                               | BUF    | 3      | 0           | 3       | 1       | 2       | 0,5     | 2             | 0             | 0             | 0             | 0             | 0       | 0       | 0       |
| 2020                               | BUF    | 12     | 3           | 18      | 11      | 7       | 0,0     | 0             | 0             | 0             | 0             | 0             | 0       | 1       | 0       |
| 2021                               | BUF    | 14     | 8           | 51      | 28      | 23      | 1,0     | 1             | 0             | 0             | 0             | 0             | 0       | 1       | 0       |
| 2022                               | MIN    | 17     | 17          | 59      | 28      | 31      | 1,5     | 1             | 0             | 0             | 0             | 0             | 0       | 1       | 0       |
| 2023                               | MIN    | 17     | 17          | 92      | 44      | 48      | 3,0     | 2             | 0             | 0             | 0             | 0             | 0       | 0       | 0       |
| 2024                               | MIN    | 17     | 17          | 56      | 16      | 40      | 2,0     | 4             | 0             | 0             | 0             | 0             | 1       | 1       | 0       |
| Gesamt                             | Gesamt | 96     | 62          | 314     | 148     | 166     | 8,0     | 10            | 0             | 0             | 0             | 0             | 1       | 5       | 0       |
| Quelle: pro-football-reference.com |        |        |             |         |         |         |         |               |               |               |               |               |         |         |         |